# 群居姐妹
《群居姐妹》是日本漫畫家米田和佐的四格漫畫作品，一迅社出版，於一迅社雜誌《漫畫四格Palette（まんが4コマぱれっと）》的2011年8月号至2021年11月号間連載。

## 故事簡介
擁有7人規模大家庭的仲野家，由於父母經常不在家的關係，所以總是由晴輝、夢月、彌生、羽月及咲月這5個孩子一同生活，而身任長男的晴輝總是要應付個性大不相同的4位姐妹，雖然偶爾會惹她們生氣或被當成玩具一般的對待，卻無法抹滅他們溫馨的家族情感，而在這之下講述男主角晴輝、姐姐和三位妹妹的日常故事。

## 登場角色
仲野晴輝（聲：阿部敦）
仲野家長男，就讀高中1年級。名字的由來意指和曆2月「仲之春」。 12月12日出生。
喜歡動漫的御宅族，放假時經常在家裡玩遊戲。初中曾經有一段中二病的黑歷史。
成績普通且不擅長運動，同時也缺乏體能，因此很討厭被拿來跟表現完美的姐姐夢月比較。
仲野夢月（聲：明坂聰美）
仲野家長女，就讀高中2年級。名字的由來意指和曆1月「睦月」。 1月2日出生。
擅長家事，並代替經常不在家的父母處理家務。
學業成績優秀同時也擅長運動，因此在學校裡很有人氣。
仲野彌生（聲：小松未可子）
仲野家次女，就讀國中3年級。名字的由來意指和曆3月「彌生」。3月23日出生。
不擅長學習，但運動神經很發達，在女孩子打扮方面頗有心得。
雖然對晴輝的態度很差，並常常跟哥哥吵架，但也會找晴輝指導功課。
面對晴輝時會變得無法坦率。
仲野羽月（聲：德井青空）
仲野家三女，和咲月是雙胞胎姊妹。就讀小學3年級。名字的由來意指和曆4月「卯月」。6月22日出生。
喜歡動物。為了得到注意而經常對晴輝惡作劇。
仲野咲月（聲：堀野紗也加）
仲野家四女，和羽月是雙胞胎姊妹。就讀小學3年級。名字的由來意指和曆5月「皐月」。6月22日出生。
怕生又不愛說話，但喜歡動漫，因此跟有同樣嗜好的晴輝交情很好。
渦卷（聲：田口香織）
頭上有著螺線圖案的小貓。

## 出版漫畫

### 本篇
| 集數 | 一迅社         | 一迅社                 |
| 集數 | 發售日期       | ISBN                   |
| ---- | -------------- | ---------------------- |
| 1    | 2012年11月22日 | ISBN 978-4-7580-8159-7 |
| 2    | 2014年12月22日 | ISBN 978-4-7580-8226-6 |
| 3    | 2015年4月22日  | ISBN 978-4-7580-8230-3 |
| 4    | 2015年9月19日  | ISBN 978-4-7580-8246-4 |
| 5    | 2016年9月21日  | ISBN 978-4-7580-8270-9 |
| 6    | 2017年9月22日  | ISBN 978-4-7580-8294-5 |
| 7    | 2018年10月22日 | ISBN 978-4-7580-8315-7 |
| 8    | 2019年7月22日  | ISBN 978-4-7580-8333-1 |
| 9    | 2020年4月22日  | ISBN 978-4-7580-8342-3 |
| 10   | 2021年1月25日  | ISBN 978-4-7580-8359-1 |
| 11   | 2021年10月21日 | ISBN 978-4-7580-8374-4 |

### 番外篇
《群居姐妹 米田和佐短篇集》一迅社REX Comics，講述夢月和晴輝的高中生活。
| 集數 | 一迅社        | 一迅社                 |
| 集數 | 發售日期      | ISBN                   |
| ---- | ------------- | ---------------------- |
| 1    | 2015年9月19日 | ISBN 978-4-7580-6548-1 |

## 電視動畫

### 製作人員
- 原作：米田和佐
- 監督、劇本：木村寬
- 角色設計：伊藤依織子
- 色彩設計：小山知子（FINE COLORS）
- 攝影監督：柏木健太郎
- 音響效果：今野康之
- 音樂：shusei
- 音響監督：大室正勝
- 音響製作：DAX International
- 製片：Dream Creation
- 動畫製作：Creators in Pack
- 製作：夢野團地自治會2015

### 主題曲
「Let a good day」（第1、6、11話）
作詞、作曲、編曲：shusei，主唱：仲野彌生（小松未可子）
「Gentle Mischief」（第2、8、9話）
作詞、作曲、編曲：shusei，主唱：仲野羽月（德井青空）
「Early Morning」（第3、7、10話）
作詞、作曲、編曲：shusei，主唱：仲野夢月（明坂聰美）
「Princess Durandal」（第4、5、13話）
作詞、作曲、編曲：shusei，主唱：仲野咲月（堀野紗也加）

### 各話列表
| 話數 | 日文標題 | 中文標題                    | 分鏡   | 演出   | 作畫監督            |
| ---- | -------- | --------------------------- | ------ | ------ | ------------------- |
| 1    |          | 一號樓 夢野小區             | 木村寬 | 木村寬 | 伊藤依織子          |
| 2    |          | 二號樓 雙子的功課           | 木村寬 | 木村寬 | 伊藤依織子          |
| 3    |          | 三號樓 夢月的素顏           | 木村寬 | 木村寬 | 伊藤依織子          |
| 4    |          | 四號樓 咖哩飯               | 木村寬 | 木村寬 | 伊藤依織子          |
| 5    |          | 五號樓 咲月的動畫時鐘       | 木村寬 | 木村寬 | 中村純子 阿部可奈子 |
| 6    |          | 六號樓 姐妹的乘法           | 木村寬 | 木村寬 | 畠山佳苗            |
| 7    |          | 七號樓 居住地游泳池開放！？ | 木村寬 | 木村寬 | 伊藤依織子          |
| 8    |          | 八號樓 是姐妹啊             | 木村寬 | 木村寬 | 相田誠              |
| 9    |          | 九號樓 最喜歡惡作劇！？     | 木村寬 | 木村寬 | 伊藤依織子          |
| 10   |          | 十號樓 夢月的小·請·求！？   | 木村寬 | 木村寬 | 畠山佳苗            |
| 11   |          | 十一號樓 彌生的看護！？     | 木村寬 | 木村寬 | 阿部可奈子          |
| 12   |          | 十二號樓 晴輝與姐妹們的羈絆 | 木村寬 | 木村寬 | 伊藤依織子          |
| 13   |          | 十三號樓 想去澡堂！！       | 木村寬 | 木村寬 | 中村純子            |

### 播放電視台
日本深夜動畫：下文記載的日本国内播放時間使用日本標準時間（UTC+9）表示。因為部分時間标识會採用30小时制，因此請留意这类超过24:00的时间，其實際播放時間為翌日清晨。
| 播放地區 | 播放電視台   | 播放日期               | 播放時間（UTC+9）         | 所屬聯播網 | 備註 |
| -------- | ------------ | ---------------------- | ------------------------- | ---------- | ---- |
| 埼玉縣   | 埼玉電視台   | 2015年7月9日－9月24日  | 星期四 25時00分－25時05分 | 獨立UHF局  |      |
| 京都府   | KBS京都      | 2015年7月9日－9月24日  | 星期二 25時30分－25時35分 | 獨立UHF局  |      |
| 神奈川縣 | 神奈川電視台 | 2015年7月10日－9月25日 | 星期五 25時45分－25時50分 | 獨立UHF局  |      |
| 兵庫縣   | 陽光電視台   | 2015年7月13日－9月28日 | 星期一 26時30分－26時35分 | 獨立UHF局  |      |
| 日本全國 | AT-X         | 2015年7月15日－9月30日 | 星期三 24時40分－24時45分 | 衛星電視   |      |

### 藍光／DVD
| 卷 | 發售日        | 收錄話            | 規格編號 | 規格編號 |
| 卷 | 發售日        | 收錄話            | 藍光     | DVD      |
| -- | ------------- | ----------------- | -------- | -------- |
| 1  | 2015年9月18日 | 全12話＋未播放1話 | DCBD-13  | DCDV-11  |

## 外部連結
- 一迅社WEB | 「群居姐妹」特設網站 （页面存档备份，存于）（日語）
- 一迅社WEB （页面存档备份，存于）（日語）
- 動畫「群居姐妹」官方網站 （页面存档备份，存于）（日語）
- 動畫群居姐妹官方的X（前Twitter）（日語）